# Etta Streicher
Etta Streicher (* 15. November 1977 in Bad Soden am Taunus) ist Dichterin, Schauspielerin, Moderatorin und Performance-Künstlerin.

## Leben
Streicher ist Absolventin der Schule für Clowns in Mainz mit Abschluss 2001. Im Anschluss war sie in unterschiedlichen Ensembles tätig, so z. B. von 2001 bis 2005 Teatro d’Arte Scarello in Mainz, von 2003 und 2005 Theater die Kiste (Tourneetheater für Kinder) in Österreich, zwischen 2005 und 2009 antagon TheaterAktion (Straßentheater) und von 2010 bis 2012 Theater PasParTout (Straßentheater, Animation von Großfiguren).
Seit 1999 ist sie aktiv in der Poetry-Slam-Szene als Slammerin und Moderatorin. Außerdem entwickelt sie seit 2004 Eigenproduktionen, in denen sie ihre eigene Lyrik und Sprechtexte für die Bühne inszeniert.  Seit 2010 arbeitet sie intensiv mit der Zeichnerin und Trickfilmerin Rebecca Blöcher zusammen, in der Künstlergruppe „zeichen&flunder“ verbinden sie Wortkunst und Bildkunst. Der gemeinsame Zeichentrickfilm „quälen“ nach einem Gedicht von Etta Streicher wurde ausgezeichnet mit dem Prädikat „Besonders Wertvoll“ der Deutschen Film- und Medienbewertung und lief bereits auf über 70 Festivals in über 30 Ländern. 2015 gab zeichen&flunder den Gedichtband menschenfresser 1 heraus.
Seit 2011 arbeitet Etta Streicher mit der Figurenspielerin Pauline Drünert als Theater- und Performance-Ensemble zusammen. 2011 entstand die gemeinsame Produktion Ob Sie warten? – ein observates Experiment im öffentlichen Raum. Des Weiteren beschäftigen sich die beiden mit Bauchladentheater, 2013 entstand die Produktion Das Kabarett der Guten Wünsche – interaktives und mobiles Bauchladentheater im Öffentlichen Raum.
2015 entstand die Produktion Spinnlein, Spinnlein an der Wand, ein Figurentheater für Kinder und Erwachsene ab 5 unter der Regie der Figurenspielerin Ilka Schönbein, mit Live-Musik von Tina Speidel.

## Diskografie
- mit Christof Waibel (Klavier): Augenlieder – Piano & Poesie. Audio-CD. Verlag Die Blechschachtel, Karlsruhe 2004, ISBN 3-936631-68-9.
- ProfiLachse. Edition Kulturbremse, Ravensburg 2004.
- Moralverkehr. Audio-CD. Sprechstation-Verlag, Konstanz 2006, ISBN 3-939055-03-4.